# Serbianización
La serbianización es un término usado para describir un cambio cultural en el cual algo étnicamente no serbio se convierte en serbio. Comúnmente se usa en relación con grupos étnicos minoritarios que viven en Serbia y comparten la misma religión ortodoxa con los serbios. Tales grupos étnicos son los macedonios, búlgaros, montenegrinos, rumanos (especialmente valacos), gitanos, griegos, y aromunes.
Tal cambio cultural es mucho menos común para otras minorías que no comparten la misma religión de los serbios, como por ejemplo los croatas o eslovenos (de religión católica) y los bosnios (de religión musulmana), lo que sin embargo fue sentido como tal en el plano político por la hegemonía serbia en la antigua Yugoslavia.
Durante el Reino de los Serbios, Croatas y Eslovenos, el gobierno de este reino siguió una política de serbianización hacia los macedonios en Macedonia, que se la llamaba "Serbia Meridional" (no oficialmente) o "Vardar Banovina" (oficialmente). Los dialectos hablados en esta región fueron denominados dialectos del serbo-croata. Aquellos dialectos sureños fueron suprimidos en lo referente a la educación, lo militar y otras actividades nacionales, y su uso fue punible. La serbianización de la población y lengua búlgaras en Macedonia del Norte aumentó después de la Segunda Guerra Mundial. Las personas que declaraban su identidad búlgara fueron encarceladas o salieron al exilio y de esta manera Vardar Macedonia fue efectivamente "desbulgarizada".
La serbianización también tiene su correlato político en la conformación de la Gran Serbia, que fue el fundamento para la creación de Yugoslavia. Durante la etapa monárquica (1918-1941) se impuso un modelo centralizador de gobierno que favoreció los intereses serbios, lo que fue percibido como un intento de serbianización por las otras nacionalidades. Tras la Segunda Guerra Mundial y la etapa socialista, las ideas serbianizadoras tuvieron su expresión en los actos de limpieza étnica durante las guerras yugoslavas y en la guerra de Kosovo.